# Білокрилка капустяна
Білокрилка капустяна (лат. Aleyrodes proletella) — напівтвердокрила комаха, що належить до родини Aleyrodidae. Для цієї комахи властиве глобальне поширення. 

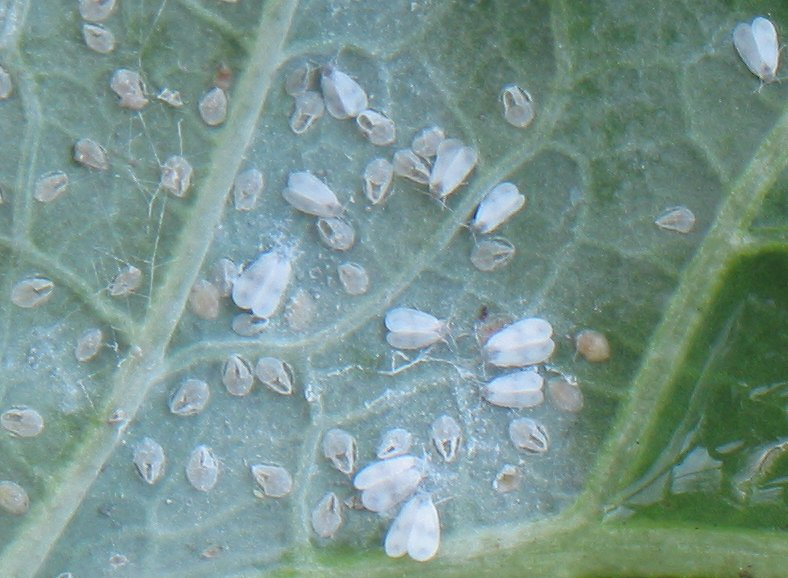
Імаго, яйця і лялечки

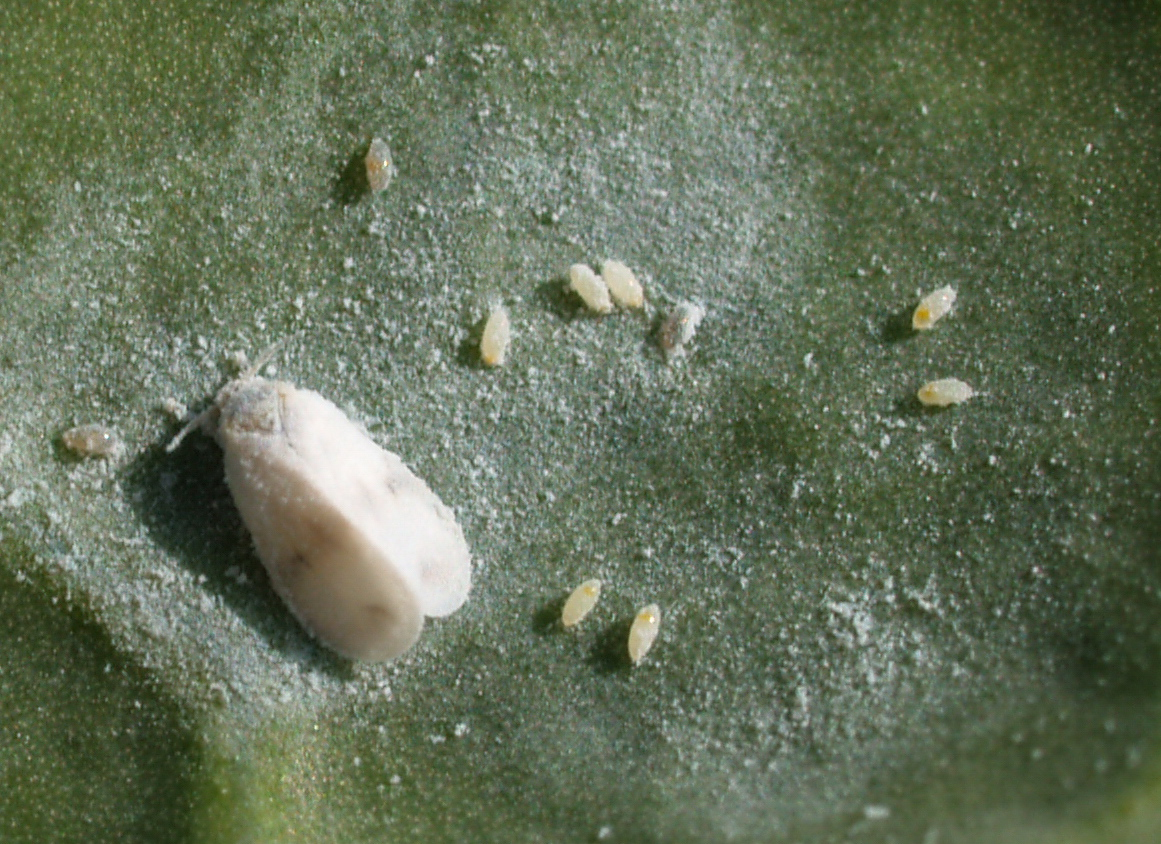
Імаго з яйцями

Довжина тіла в імаго становить 1,5 мм. Ці комахи мають білі крила (через порошкоподібний восковий шар) з чотирма сірими плямами. Їх голова та груди темні, в той час, як стерніти також вкриті воском та мають жовте забарвлення. Очі цих комах червоні.
Цей вид є шкідником різних видів капусти (в основному брюссельської капусти та кале) та суниць. Ця комаха також має трофічні зв'язки з різними дикими рослинами, в тому числі з грициками. Ці комахи скупчуються на нижній стороні листа та смокчуть сік з ситовидних трубок і виділяють падь, викликаючи зростання цвілі.
Білокрилка з’являється в місцях, де підвищена температура повітря і вологість, недостатня вентиляція і рослини, що ростуть в обмежених умовах: в теплицях, оранжереях, парниках, міських квартирах і приватних будинках. Рідше білокрилка буяє на відкритому просторі — метеликам заважає вітер і велика кількість хижаків, охочих поласувати ними.
За сезон розвивається, як правило, від чотирьох до п'яти поколінь. Розвиток покоління коливається від трьох до шести тижнів. Самка може відкласти до 150 яєць.